# Homo doctus in se semper divitias habet
La locuzione latina Homo doctus in se semper divitias habet, tradotta letteralmente, significa l'uomo dotto ha sempre con sé le sue ricchezze. (Fedro)
La sentenza si trova nella favola di Simonide che, fatto con altri naufragio, per il suo sapere ottenne vesti, denari, servi ed onori, mentre gli altri naufraghi, perdute le ricchezze che avevano, rimasero al verde.